# Ryszard Olszewski (wojskowy)

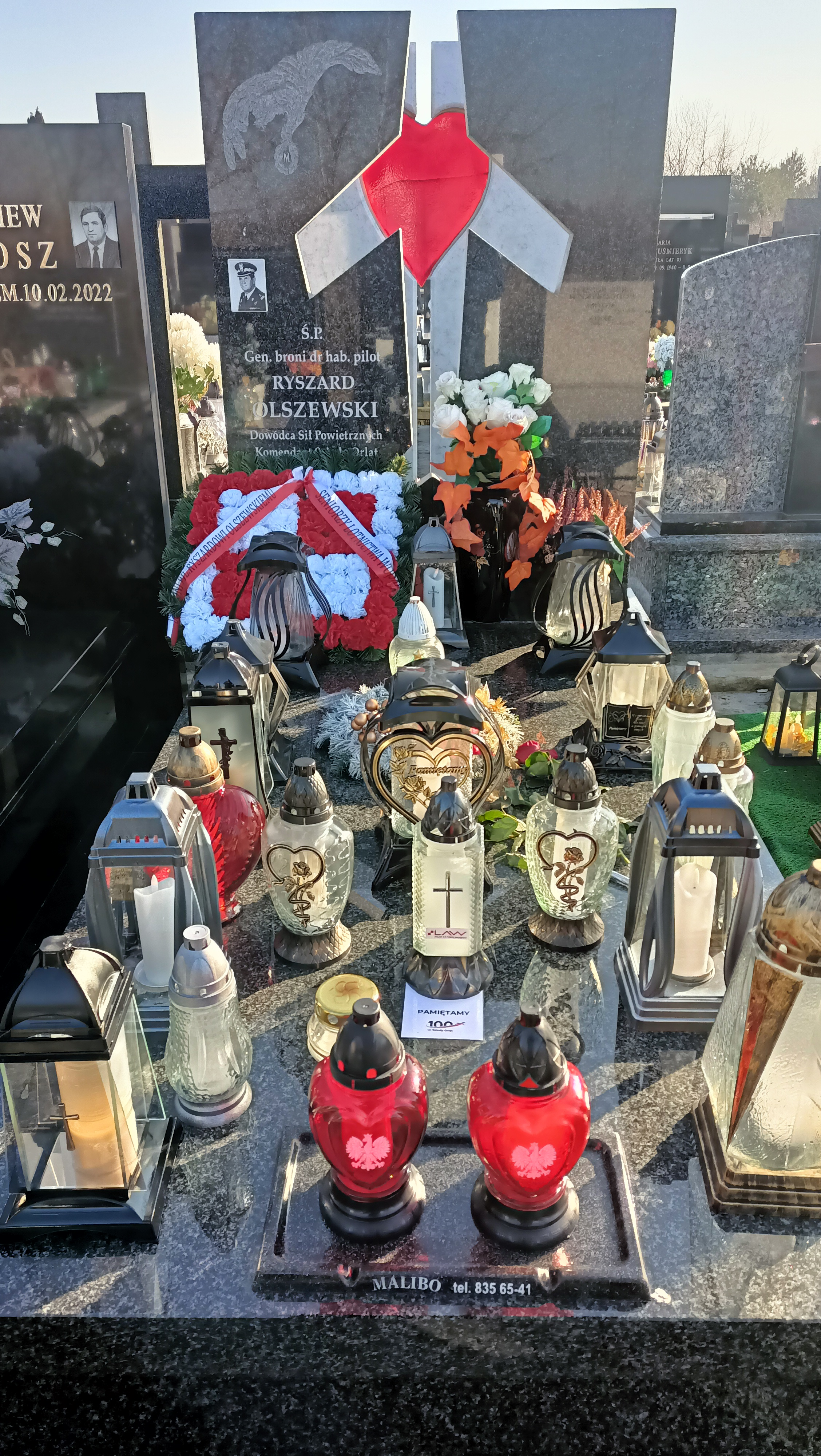
Grób generała Ryszarda Olszewskiego na cmentarzu w Pyrach

Ryszard Olszewski (ur. 1 maja 1948 w Tucznej, zm. 8 lutego 2022) – generał broni pilot Wojska Polskiego, dowódca Sił Powietrznych RP (2002–2005), Ambasador RP w Kambodży (2005–2008), doktor habilitowany nauk wojskowych.

## Życiorys
W 1967 ukończył Liceum Pedagogiczne w Leśnej Podlaskiej. W 1968 rozpoczął studia w Wyższej Oficerskiej Szkole Lotniczej w Dęblinie (WOSL), które ukończył z pierwszą lokatą i otrzymał stopień oficerski – podporucznika oraz tytuł pilota inżyniera. Jednocześnie został wyznaczony na stanowisko – pilota instruktora w 58 lotniczym pułku szkolnym w Dęblinie w Wyższej Oficerskiej Szkole Lotniczej.
W latach 1974–1977 studiował w Akademii Sztabu Generalnego w Rembertowie, którą ukończył z wyróżnieniem. W 1982, w wieku 34 lat, został dowódcą 60 lotniczego pułku szkolnego w Radomiu, a wiosną 1986 dowódcą 2 pułku lotnictwa myśliwskiego w Goleniowie. W 1988 został wyznaczony na stanowisko szefa sztabu 4 Dywizji Lotnictwa Myśliwskiego w Malborku. Następnie, w latach 1988–1990, odbył studia strategiczno-operacyjne w Akademii Sztabu Generalnego w Moskwie, po ukończeniu których został szefem sztabu WOSL (zastępcą komendanta uczelni). 3 listopada 1995 został wyznaczony na stanowisko komendanta – rektora Wyższej Szkoły Oficerskiej Sił Powietrznych w Dęblinie (WSOSP), a od września 1999 był zastępcą Dowódcy Wojsk Lotniczych i Obrony Powietrznej. W latach 2000–2001 studiował na Narodowym Uniwersytecie Obrony w Waszyngtonie. Od czerwca 2001 do marca 2002 był szefem Generalnego Zarządu Operacyjnego P3, w Sztabie Generalnym Wojska Polskiego. Od 3 kwietnia 2002 do 31 marca 2005 Dowódca Wojsk Lotniczych i Obrony Powietrznej (po restrukturyzacji w 2004 Sił Powietrznych).
Karierę naukową rozpoczął w 1992, uzyskując stopień naukowy doktora nauk wojskowych w zakresie strategii wojskowej w Akademii Obrony Narodowej w Warszawie, a następnie w 1998 – obronił pracę habilitacyjną. Zajmował się strategią obronną państwa, siłami powietrznymi i odstraszeniem militarnym. Był autorem ponad 30 prac i publikacji w dziedzinie strategii obronnej państwa, w tym książki pt. "Lotnictwo w odstraszaniu militarnym". W 1999 otrzymał tytuł doktora honoris causa Słowackiej Wojskowej Akademii Lotniczej w Koszycach. Był członkiem Rady Naukowej Instytutu Lotnictwa oraz zastępcą przewodniczącego Krajowej Rady Lotnictwa.
Biegle znał język angielski i rosyjski.
Od 1966 był pilotem, posiadał mistrzowską klasę pilota wojskowego. Był Zasłużonym Pilotem Wojskowym RP. Jego nalot ogólny na różnych typach samolotów wynosił ponad 3300 godzin.
Odszedł ze służby 12 września 2005.
Od 25 lipca 2005 był ambasadorem Polski w Kambodży aż do czasu zamknięcia placówki w 2008.
Zmarł 8 lutego 2022, pochowany został na cmentarzu w Pyrach.

## Wykształcenie
- 1971 – Wyższa Oficerska Szkoła Lotnicza w Dęblinie
- październik 1974 – czerwiec 1977 – Akademia Sztabu Generalnego im. Gen. K. Świerczewskiego w Rembertowie
- sierpień 1988 – lipiec 1990 – Akademia Sztabu Generalnego w Moskwie – studia operacyjno-strategiczne
- 1 maja 1991 – 29 września 1992 – doktorat z nauk wojskowych;
- 1994 – kurs językowy w CFB w Borden (Kanada)
- 1998 – habilitacja
- czerwiec 2000 – maj 2001 – Uniwersytet Obrony Narodowej USA w Waszyngtonie

## Awanse
- podporucznik – 5 listopada 1971
- porucznik – 5 września 1973
- kapitan – 7 lipca 1977
- major – 23 września 1981
- podpułkownik – 12 września 1984
- pułkownik – 24 września 1988
- generał brygady – 11 listopada 1995
- generał dywizji – 15 sierpnia 2001[3]
- generał broni – 15 sierpnia 2002[4]

## Stanowiska
- grudzień 1971 – kwiecień 1974 – pilot-instruktor – 58 lotniczy pułk szkolny w Dęblinie
- kwiecień 1974 – wrzesień 1974 – dowódca – klucza lotniczy – eskadra lotnicza – 58 lotniczy pułk szkolny w Dęblinie
- lipiec 1977 – listopad 1978 – zastępca dowódcy – eskadra lotnicza – 58 lotniczy pułk szkolny w Dęblinie
- listopad 1978 – marzec 1980 – dowódca – eskadra lotnicza – 58 lotniczy pułk szkolny w Dęblinie
- marzec 1980 – wrzesień 1980 – szef strzelania powietrznego – 58 lotniczy pułk szkolny w Dęblinie
- październik 1980 – czerwiec 1982 – zastępca dowódcy – 58 lotniczy pułk szkolny w Dęblinie
- czerwiec 1982 – marzec 1986 – dowódca – 60 lotniczy pułk szkolny w Radomiu
- marzec 1986 – styczeń 1988 – dowódca – 2 pułk lotnictwa myśliwskiego „Kraków” w Goleniowie
- styczeń 1988 – lipiec 1988 – szef sztabu – 4 Dywizja Lotnictwa Myśliwskiego w Malborku
- sierpień 1990 – luty 1995 – szef sztabu – Wyższa Oficerska Szkoła Lotnicza w Dęblinie
- luty 1995 – listopad 1995 – zastępca komendanta ds. ogólnych – Wyższa Szkoła Oficerska Sił Powietrznych w Dęblinie
- listopad 1995 – sierpień 1999 – komendant-rektor – Wyższa Szkoła Oficerska Sił Powietrznych w Dęblinie
- wrzesień 1999 – maj 2000 – zastępca dowódcy – Wojska Lotnicze i Obrony Powietrznej w Warszawie
- czerwiec 2001 – marzec 2002 – szef – Generalny Zarząd Operacyjny P3 – Sztab Generalny Wojska Polskiego w Warszawie
- 3 kwietnia 2002 – 30 czerwca 2004 – dowódca – Wojska Lotnicze i Obrony Powietrznej w Warszawie
- 1 lipca 2004 – 31 marca 2005 – dowódca – Siły Powietrzne w Warszawie

## Ordery i odznaczenia
- Krzyż Komandorski Orderu Odrodzenia Polski (2005)[5]
- Krzyż Oficerski Orderu Odrodzenia Polski (1999)[6]
- Krzyż Kawalerski Orderu Odrodzenia Polski
- Złoty Krzyż Zasługi
- Złoty Medal Siły Zbrojne w Służbie Ojczyzny
- Srebrny Medal Siły Zbrojne w Służbie Ojczyzny
- Brązowy Medal Siły Zbrojne w Służbie Ojczyzny
- Złoty Medal „Za zasługi dla obronności kraju”
- Srebrny Medal "Za zasługi dla obronności kraju"
- Brązowy Medal "Za zasługi dla obronności kraju"
- Medal Komisji Edukacji Narodowej
- Złoty Krzyż „Za Zasługi dla ZHP”
- Legia Zasługi IV Klasy (USA) – nadany w Waszyngtonie w 2004